# 塔尼耶尔
塔尼耶尔（法語：Tannières，法語發音：[tanjɛʁ]）是法国上法蘭西大區埃纳省的一个市镇，属于苏瓦松区。

## 地理
塔尼耶尔（49°17'27"N, 3°33'9"E）面积2.55 平方千米，位于法国上法蘭西大區埃纳省，该省份为法国北部内陆省份，北起北部省，西接索姆省和瓦兹省，东临阿登省和马恩省，西南至塞纳-马恩省，东北部与比利时接壤。
与塔尼耶尔接壤的市镇（或旧市镇、城区）包括：茹艾涅、吕村、蒙圣母村、坎西苏勒蒙。

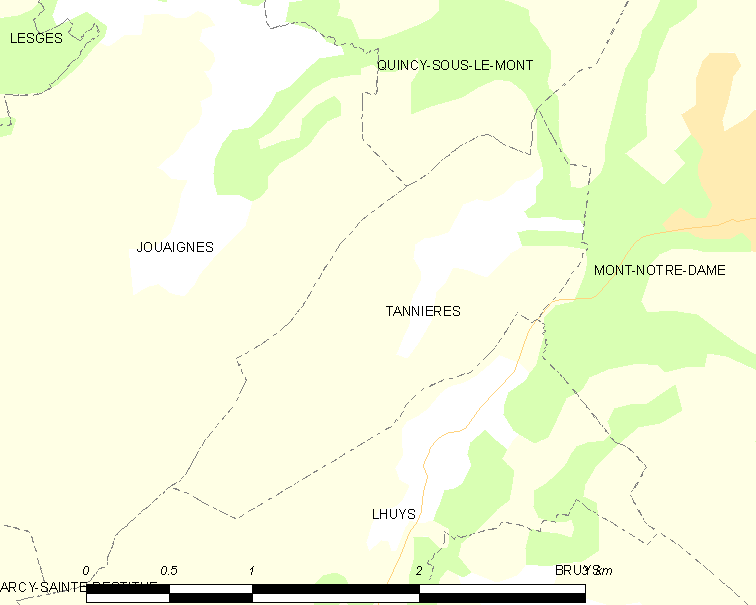
塔尼耶尔的OSM定位图

塔尼耶尔的时区为UTC+01:00、UTC+02:00（夏令时）。

## 行政
塔尼耶尔的邮政编码为02220，INSEE市镇编码为02735。

## 政治
塔尼耶尔所属的省级选区为塔德努瓦地区费尔县。

## 人口

1962-2008年间塔尼耶尔人口变化图示

塔尼耶尔于2022年1月1日时的人口数量为16人。